# Малишев Геннадій Йосипович
Генна́дій Йо́сипович Ма́лишев (6 березня 1922, Аксай — 19 квітня 1999, Одеса) — український художник; член Спілки радянських художників України з 1962 року. Батько художниці Лариси Малишевої.

## Біографія
Народився 6 березня 1922 року в селі Аксай (нині Октябрський район Волгоградської області, Росія). Брав участь у німецько-радянській війні. Нагороджений орденом Вітчизняної війни II ступеня (6 квітня 1985).
З 1946 року працював у Одесі завідувачем клубу. 1955 року закінчив Одеське художнє училище, де навчався, зокрема, в Михайла Жука, Мойсея Мульцмахера, Леоніда Мучника, Діни Фруміної. Протягом 1965—1999 років працював у Одеському відділенні Художнього фонду України.
Мешкав в Одесі на Великому Фонтані, станція № 12, вулиця Ялинкова № 58. Помер в Одесі 19 квітня 1999 року.

## Творчість
Працював у галузях станкового живопису, станкової і книжкової графіки. Створював переважно пейзажі та натюрморти. Серед робіт:
живопис
- «Весна в Аркадії» (1950-ті);
- «На Дніпрі» (1958);
- «Березовий гай» (1960-ті);
- «Новий порт Іллічовка» (1960);
- «Затока Великого Фонтану» (1961);
- «Море на Великому Фонтані» (1961);
- «Квіти на дачі» (1961);
- «Дорога на Іллічівськ» (1961);
- «Вечір. Мис Великий Фонтан» (1962);
- «Море весною» (1962);
- «Крим. Краснокам'янка» (1963);
- «Весна під Одесою» (1963);
- «На полях радгоспу імені Тараса Шевченка» (1964);
- «Порт Іллічівськ — морські ворота» (1967);
- «Дністер» (1967);
- «Під Одесою» (1967);
- «На базу» (1968);
- «Береги» (1968);
- «На Дністрі» (1968);
- «Сади біля морського узбережжя»
- «Сутінки»;
- «Дорога до моря»;
- «Штучні озера»;
- «Дари літа» (1969);
- «Вдале полювання» (1969);
- «Лісове озеро» (1970);
- «Зима» (1973);
- «Літній день» (1973);
- «Польові квіти» (1977);
- «Осінні квіти» (1983)%
- «Осінній мотив» (1988);
- «Квіти» (1988);

серії
- «Етюди на Великому Фонтані» (1964–1998);
- «Пейзажі Одеси» (1968–1997).

Автор ілюстрацій до російських народних казок «Іван Царевич», «За щучим велінням…» (обидві — 1980).
Брав участь у республіканських та всесоюзних виставках з 1957 року. Персональна виставка відбулася в Одесі у 2000 році (посмертно). Деякі роботи зберігаються в Одеському, Миколаївському художніх музеях.